# USS Frank E. Petersen Jr. (DDG-121)
El USS Frank E. Petersen Jr. (DDG-121) es el 71.º destructor de la clase Arleigh Burke en servicio con la Armada de los Estados Unidos desde mayo de 2022.

## Nombre
Su nombre USS Frank E. Petersen Jr. honra al primer aviador y primer general de tres estrellas del US Marine Corps de origen afroamericano.

## Construcción

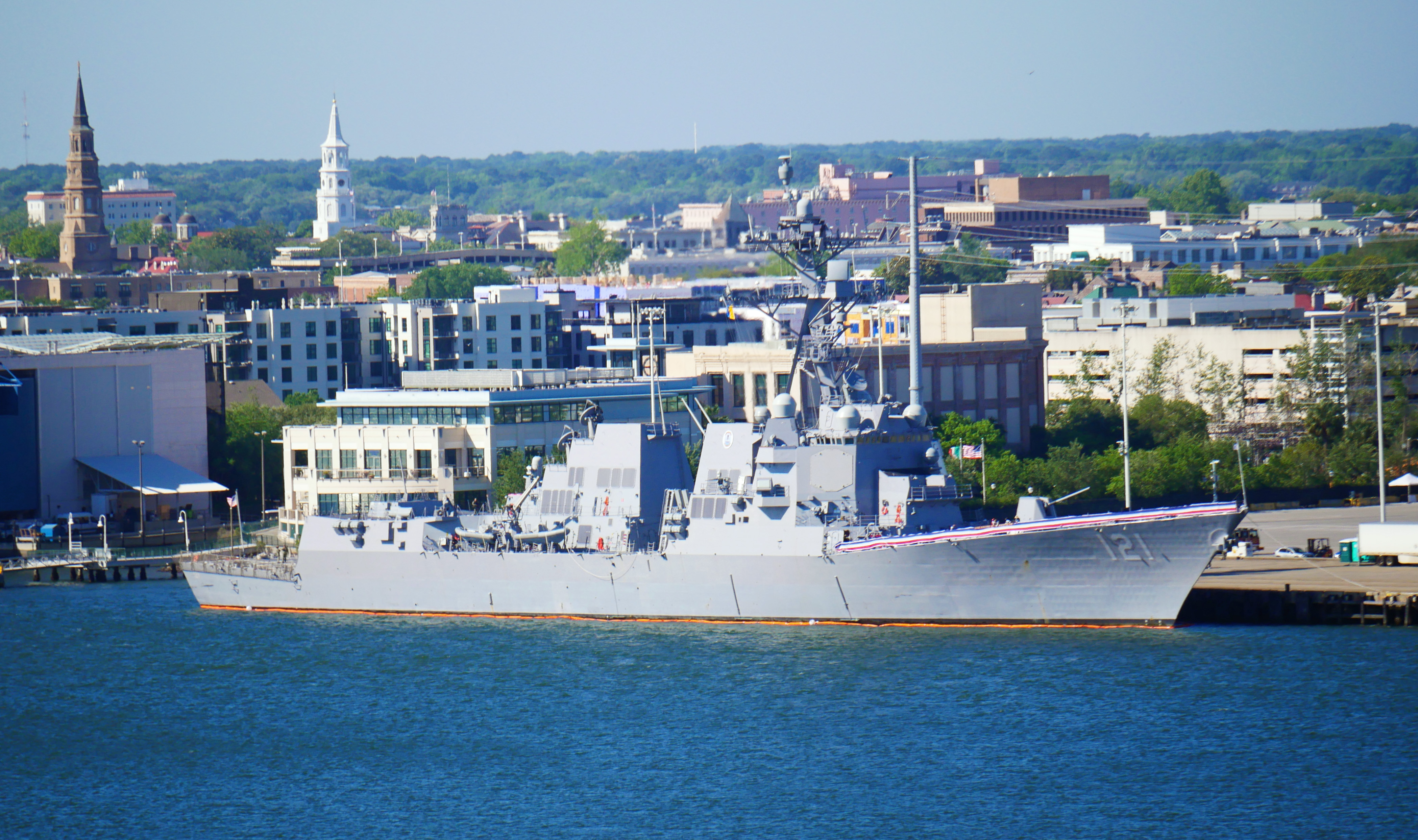
El USS Frank E. Petersen Jr. (DDG-121) en el año 2022.

Fue construido por Bath Iron Works (General Dynamics) de Bath, Maine. Fue ordenado el 3 de junio de 2013. La construcción inició con la puesta de quilla el 13 de febrero de 2017. El casco fue botado el 13 de julio de 2018; y el buque completo fue puesto oficialmente en servicio el 14 de mayo de 2022 en Charleston, Carolina del Sur.